# Пістун Андрій Ігорович
Андрій Ігорович Пістун (нар. 4 вересня 1976, Львів) — український тренер, Заслужений тренер України з вільної боротьби.

## Життєпис
З 1986 по 1999 рр. займався греко-римською боротьбою. Тренери — Юниш Р., Маленюк Г. Був призером Чемпіонатів України з греко-римської боротьби. Кандидат в майстри спорту.
З 1993 по 1997 рр. навчався у Львівському державному інституті фізичної культури.
З 1997 по 1999 рр. працював тренером-викладачем СДЮШОР «Богатир» ФСТ «Колос».
З 2000 по 2004 рр. — тренер-викладач КДЮСШ «Атлет» ФСТ «Динамо».
З 2004 р. — старший тренер відділення жіночої боротьби Львівської обласної школи вищої спортивної майстерності.
Викладач кафедри атлетичних видів спорту Львівського державного університету фізичної культури. Викладає навчальні дисципліни: «Підвищення спортивної майстерності».
Автор навчального посібника «Спортивна боротьба».

## Вихованці
Серед вихованок Андрія Пістуна — переможці та призерки міжнародних та національних змагань найвищого рівня, в тому числі учасниці ХХІХ літньої Олімпіади в м. Пекіні (Китай) — Юлія Остапчук (чемпіонка світу 2014 року та дворазова чемпіонка Європи) та Оксана Ващук, чемпіонка світу 2010 року Олександра Когут, бронзова призерка чемпіонату світу 2010 року — Алла Черкасова, бронзова призерка чемпіонату світу 2009 року, чемпіонка Європи 2012 року Людмила Балушка.

## Відзнаки
- Найкращий тренер України 2009 року за рішенням Асоціації спортивної боротьби України.[2]
- Почесна відзнака Президії ФСТ «Динамо» — «Почесний динамівець»
- Подяка НОК України[3]
- Стипендіат стипендії Президента України для видатних спортсменів та тренерів України з олімпійських видів спорту[4]
- Відзнака Президента України — ювілейна медаль «25 років незалежності України» (2016).[5]